# Бундин, Павел Леонтьевич
Павел Леонтьевич Бундин (27 июня 1923 — 12 сентября 2002) — наводчик миномёта 744-го стрелкового полка (149-я стрелковая дивизия, 3-я гвардейская армия, 1-й Украинский фронт) младший сержант, участник Великой Отечественной войны, кавалер ордена Славы трёх степеней.

## Биография
Родился 27 июня 1923 года в селе Каменный Яр ныне Черноярского района Астраханской области в семье рабочего. Русский. В 1936 году окончил 6 классов. Трудился на мясокомбинате в городе Астрахань учеником забойщика.
В апреле 1942 года был призван в Красную Армии Микояновским райвоенкоматом города Астрахань. В действующей армии с мая 1942 года. Боевой путь начал под Сталинградом пулемётчиком, был ранен. После госпиталя был зачислен в 149-ю стрелковую дивизию.
К весне 1944 года младший сержант Бундин был наводчиком миномёта 744-го стрелкового полка. Летом 1944 года дивизия вела бои в ходе Львовско-Сандомирской операции, в захвате и удержании Сандомирского плацдарма.
22 июля 1944 года в бою в районе населённого пункта Цыхобуж (юго-восточнее города Хелм, Польша) младший сержант Бундин вместе с расчётом огнём из миномёта вывел из строя противотанковую пушку, 2 пулемёта и до 10 солдат противника. Был представлен к награждению орденом Красной Звезды.
1 – 2 августа 1944 года младший сержант Бундин в составе батареи форсировал реку Висла в 15 км севернее города Сандомир (Польша). Закрепившись на левом берегу, миномётчики отразили 2 контратаки противника. Под вражеским огнём Бундин дважды переправлялся на правый берег реки за боеприпасами. В бою за плацдарм подавил огонь двух пулемётов, истребил много гитлеровцев. Был представлен к награждению орденом Славы 3-й степени.
Приказами по частям 149-й стрелковой дивизии от 20 августа 1944 года (№30/н, за бой 22 июля) и от 1 сентября 1944 года (№38/н, за бой 1-2 августа) младший сержант Бундин Павел Леонтьевич награждён двумя орденами Славы 3-й степени.
В конце августа 1944 года дивизия была выведена с плацдарма и держала оборону на восточном берегу реки Висла. Затем успешно действовала в Висло-Одерской операции.
В наступательных боях с 15 января по 7 февраля 1945 года сержант Бундин проявил мужество и отвагу. 19 января в районе города Скаржиско-Каменна (Польша) миномётным огнём уничтожил 2 пулемёта, из личного оружия истребил несколько фашистов. 31 января в бою за город Лисса (ныне город Лешно, Польша) подавил 3 пулемёта, вывел из строя много солдат противника.
Приказом по войскам 3-й гвардейской армии (№34/н) от 8 марта 1945 года сержант Бундин Павел Леонтьевич награждён орденом Славы 2-й степени.
День Победы встретил в Берлине. В апреле 1947 года был демобилизован. Вернулся на родину.
Указом Президиума Верховного Совета СССР от 20 декабря 1951 года приказ от 1 сентября 1944 года был отменён и сержант Бундин Павел Леонтьевич награждён орденом Славы 1-й степени. Стал полным кавалером ордена Славы.
Жил в городе Астрахань. Работал механиком в Каспийском икорно-балычном производственном объединении. Гвардии старшина в отставке (1965). Скончался 12 сентября 2002 года.

## Награды
- Орден Отечественной войны I степени (11.03.1985)[4]
- Полный кавалер ордена Славы:
  - орден Славы I степени (31.03.1956)[5];
  - орден Славы II степени (08.03.1945)[6];
  - орден Славы III степени (15.08.1944)[7];
- медали, в том числе:

- - «За оборону Сталинграда» (1.5.1944)[8]
  - «За взятие Берлина» (9.6.1945)[9]
  - «В ознаменование 100-летия со дня рождения Владимира Ильича Ленина» (6 апреля 1970)
  - «За победу над Германией в Великой Отечественной войне 1941—1945 гг.» (9 мая 1945[10])

- - «20 лет Победы в Великой Отечественной войне 1941—1945 гг.» (7 мая 1965[11])
  - «30 лет Победы в Великой Отечественной войне 1941—1945 гг.»[12]
  - 40 лет Победы в Великой Отечественной войне 1941—1945 гг.[13]
  - «30 лет Советской Армии и Флота»[14]
  - «40 лет Вооружённых Сил СССР»[15]
  - «50 лет Вооружённых Сил СССР» (26 декабря 1967[16])
- Знак «25 лет победы в Великой Отечественной войне» (1970)

## Память
- На могиле установлен надгробный памятник
- Его имя увековечено в Главном Храме Вооружённых сил России, и навсегда запечатлено на мемориале «Дорога памяти»